# Tony Palmer
Pour les articles homonymes, voir Palmer.
Tony Palmer (né le 29 août 1941 à Londres) est un réalisateur et auteur britannique.

## Biographie
Il a réalisé plus de cent films, les premiers avec les Beatles, Cream, Jimi Hendrix, Rory Gallagher (Irish Tour '74) et Frank Zappa (200 Motels), ainsi que certains consacrés à la musique classique avec Maria Callas, Margot Fonteyn, John Osborne, Igor Stravinsky, Richard Wagner, Yehudi Menuhin, Carl Orff, Benjamin Britten et Ralph Vaughan Williams. Ses documentaires sur la musique et les musiciens sont considérés parmi les meilleurs du genre.
Il a remporté plusieurs prix à la British Academy of Film and Television Arts, douze médailles au Festival de New York, ainsi que le Prix Italia à deux reprises.

## Filmographie
(août 2023).
- 1966 Isadora Duncan, the Biggest Dancer in the World (TV) assistant réalisateur de Ken Russell
- 1966 Alice in Wonderland (TV) (producteur)
- 1966 The Art of Conducting - avec Georg Solti
- 1966 Up the Theatre - avec Judi Dench
- 1967 Conceit
- 1967 Benjamin Britten & his Festival
- 1967 Burning Fiery Furnace
- 1967 Corbusier
- 1967 Twice a Fortnight (TV) - avec Terry Jones & Michael Palin
- 1968 All My Loving (clips et interview des Beatles, Jimi Hendrix, The Who, Pink Floyd, etc.)[5][source insuffisante]
- 1968 Cream's Farewell Concert
- 1969 The World of Peter Sellers
- 1969 How It Is
- 1969 Rope Ladder to the Moon - Jack Bruce
- 1970 Colosseum and Juicy Lucy (en)
- 1970 Fairport Convention & Matthews Southern Comfort
- 1970 Glad All Over
- 1970 National Youth Theatre - Michael Croft
- 1971 200 Motels - Frank Zappa
- 1971 Brighton Breezy
- 1971 Mahler 9 - avec Leonard Bernstein
- 1971 Ginger Baker in Africa
- 1971 Birmingham
- 1972 The Pursuit of Happiness
- 1972 Bird on a Wire - avec Leonard Cohen
- 1972 The World of Liberace
- 1973 The World of Hugh Hefner
- 1973 International Youth Orchestra
- 1974 Rory Gallagher - Irish Tour
- 1974 The World of Miss World
- 1975 Tangerine Dream -  live at Coventry Cathedral
- 1976-1980 All You Need is Love
- 1977 The Wigan Casino
- 1977 Biddu
- 1977 The Edinburgh Festival
- 1978 The Mighty Wurlitzer
- 1978 The Edinburgh Festival Revisited
- 1979 The Space Movie - film officiel de la NASA, musique de Mike Oldfield
- 1979 Pride of Place
- 1979 A Time There Was - portrait de Benjamin Britten
- 1980 First Edition
- 1980 At the Haunted End of the Day - profil de William Walton
- 1981 Death in Venice - opéra de Benjamin Britten
- 1982 Once, at a Border… - portrait d’Igor Stravinsky
- 1983 Wagner - par Charles Wood[pas clair], avec Richard Burton
- 1984 Primal Scream - Art Janov
- 1984 Puccini - avec Virginia McKenna et Robert Stephens
- 1984/5 God Rot Tunbridge Wells - par John Osborne
- 1986 Mozart in Japan - avec Mitsuko Uchida
- 1987 Testimony - avec Ben Kingsley
- 1987 Maria Callas
- 1988 In From The Cold? - Richard Burton
- 1988 Dvořák in Love? - Julian Lloyd Webber
- 1989 Hindemith - a Pilgrim's Progress - avec John Gielgud
- 1990 The Children
- 1990 Menuhin, a Family Story
- 1992 I, Berlioz - avec Corin Redgrave
- 1993 Symphony of Sorrowful Songs - Henryk Górecki
- 1994 A Short Film About Loving - avec Peter Sellars
- 1995 O Fortuna - Carl Orff
- 1995 England, My England - Henry Purcell
- 1996 Brahms & The Little Singing Girls
- 1996 Michael Crawford, a true story
- 1997 Hail Bop - portrait de John Adams
- 1997 Parsifal - avec Plácido Domingo & Valery Gergiev
- 1998 The Harvest of Sorrow - Sergei Rachmaninoff, avec le Kirov Opera
- 1998 The Kindness of Strangers - André Previn
- 1999 Valentina Igoshina plays Chopin
- 1999 The Strange Case of Delfina Potocka - Chopin, avec Penelope Wilton
- 2001 Foreign Aids - Pieter-Dirk Uys on tour
- 2002 Ladies & Gentlemen, Miss Renée Fleming
- 2002 Hero - The Story of Bobby Moore - produit par David Frost
- 2003 Toward the Unknown Region - Malcolm Arnold. A Story of Survival
- 2003 John Osborne & The Gift of Friendship
- 2004 Ivry Gitlis & The Great Tradition
- 2005 The Adventures of Benjamin Schmid
- 2005 Margot  - Margot Fonteyn
- 2006 The Salzburg Festival - A Brief History
- 2007 "O Thou Transcendent..." - La vie de Vaughan Williams
- 2010 Bird on a wire - tournée de Leonard Cohen en 1972

- 2011 Holst - In the Bleak Midwinter

## Ouvrages
- Born Under a Bad Sign (1970)
- All you need is love : histoire de la musique populaire
- The Hairless Bear and His Friends